# Cynortula guttistriata
Cynortula guttistriata is een hooiwagen uit de familie Cosmetidae.